# Unity Technologies
Unity Technologies SF is een computerspelontwikkelaar die het meest bekend is om zijn game engine genaamd Unity. Het bedrijf werd opgericht in Kopenhagen op 2 augustus 2004 als Over the Edge I/S. De naam werd veranderd naar Unity Technologies ApS in 2006, en nadat het hoofdkantoor verhuisde naar San Francisco in de Verenigde Staten werd deze uiteindelijk veranderd naar Unity Technologies SF in 2009.

## Geschiedenis
Unity Technologies werd opgericht in 2004 door de Denen David Helgason, Nicholas Francis, en Joachim Ante in Kopenhagen. Zij herkenden de waarde van engine- en ontwikkelprogrammatuur en ontwikkelden een engine die iedereen kon gebruiken voor een redelijke prijs. Unity Technologies werd financieel gesteund door enkele investeerders.
Met de opkomst van de iPhone in 2008 was Unity een van de eerste engine-ontwikkelaars die het platform volledig ging ondersteunen. In totaal ondersteunt Unity nu 24 platforms, inclusief Oculus Rift, PlayStation 4, en Linux.
In oktober 2014 kondigde Helgason zijn aftreden als directeur aan. Hij werd opgevolgd door John Riccitiello, een voormalig directeur van Electronic Arts. Helgason bleef in het bedrijf als uitvoerend onderdirecteur.
In mei 2017 ontving Unity een investering van 400 miljoen dollar waarvan ongeveer de helft zal worden gestoken in de groei van het bedrijf.